# Miguel Juárez
Miguel Antonio Juárez (ur. 29 października 1931, zm. 4 marca 1982) – argentyński piłkarz, środkowy napastnik.
Urodzony w Salta Juárez swoją karierę związał z klubem Rosario Central. Jako piłkarz klubu Rosario Central był w kadrze reprezentacji podczas turnieju Copa América 1957, gdzie Argentyna zdobyła mistrzostwo Ameryki Południowej. Juárez nie zagrał w żadnym meczu.
Juárez zakończył karierę w 1964 roku - grając cały czas w barwach klubu Rosario Central, rozegrał w lidze argentyńskiej 175 meczów i zdobył 68 bramek.